# Lalage aurea
Lalage aurea е вид птица от семейство Campephagidae.

## Разпространение
Видът е разпространен в Индонезия.